# Krzysztof Jodzio
Krzysztof Jodzio (ur. 1968) – polski psycholog, profesor nadzwyczajny Uniwersytetu Gdańskiego, kierownik Zakładu Psychologii Ogólnej Instytutu Psychologii Wydziału Nauk Społecznych Uniwersytetu Gdańskiego oraz studiów doktorskich. Zainteresowania naukowe Krzysztofa Jodzi koncentrują się na mózgowej organizacji procesów językowych i pamięci oraz diagnozie różnicowej ich zaburzeń w przebiegu otępienia lub udaru. Jest autorem ponad 40 prac naukowych opublikowanych w czasopismach o zasięgu krajowym i międzynarodowym.

## Kalendarium osiągnięć naukowych
- 1992 – ukończenie studiów psychologicznych na Uniwersytecie Gdańskim, nagroda rektora UG
- 1996 – zdobycie tytułu doktora; temat rozprawy doktorskiej: „Neuropsychologiczne następstwa rewaskularyzacji mięśnia sercowego u osób z chorobą niedokrwienną serca”
- 1999 – 6-miesięczne stypendium naukowe Fundacji Kościuszkowskiej spędzone w Aphasia Research Center at the Boston University School of Medicine w Bostonie, USA
- 2004 – rozprawa habilitacyjna pt. „Pamięć, mowa a mózg. Podejście afazjologiczne” – nagrodzona nagrodą indywidualną Ministra Edukacji Narodowej i Sportu

## Pełnione funkcje
Jest członkiem Komisji Neuropsychologii Komitetu Nauk Neurologicznych PAN oraz dwóch towarzystw naukowych – International Neuropsychological Society oraz Polskiego Towarzystwa Neuropsychologicznego.

## Wybrane publikacje
- Jodzio, Krzysztof ; Nyka, Walenty Michał: Neuropsychologia medyczna : wybrane zagadnienia. Sopot: Wydawnictwo „Arche”, 2008. ISBN 83-89356-41-4. Brak numerów stron w książce
- Jodzio K. Neuropsychologia intencjonalnego działania. Koncepcje funkcji wykonawczych. Wydawnictwo Scholar, 2008. ISBN 978-83-7383-293-0.
- Jodzio K., Biechowska D., Leszniewska-Jodzio B. Selectivity of lexical-semantic disorders in Polish-speaking patients with aphasia: evidence from single-word comprehension.. „Archives of clinical neuropsychology : the official journal of the National Academy of Neuropsychologists”. 5 (23), s. 543–51, wrzesień 2008. DOI: 10.1016/j.acn.2008.05.005. PMID: 18573636.
- Jodzio K. Neuropoznawcze korelaty spadku fluencji slownej po udarze prawej pólkuli mózgu. Studia Psychologiczne, Vol 44(2), 2006. pp. 5-18.
- Harciarek M., Heilman KM., Jodzio K. Defective comprehension of emotional faces and prosody as a result of right hemisphere stroke: modality versus emotion-type specificity.. „Journal of the International Neuropsychological Society : JINS”. 6 (12), s. 774–81, listopad 2006. DOI: 10.1017/S1355617706061121. PMID: 17064441.
- Jodzio K. (red. nauk.), Neuronalny świat umysłu. Kraków: Oficyna Wydawnicza IMPULS, 2005. ISBN 83-7308-560-2.
- Jodzio K., Drumm DA., Nyka WM., Lass P., Gąsecki D. The contribution of the left and right hemispheres to early recovery from aphasia: a SPECT prospective study.. „Neuropsychological rehabilitation”. 5 (15), s. 588–604, grudzień 2005. PMID: 16381142.
- Harciarek M., Jodzio K. Neuropsychological differences between frontotemporal dementia and Alzheimer's disease: a review.. „Neuropsychology review”. 3 (15), s. 131–45, wrzesień 2005. DOI: 10.1007/s11065-005-7093-4. PMID: 16328732.
- Jodzio K., Gąsecki D., Nyka W., Lass P. [Cerebral blood flow in patients with various symptoms of hemispatial neglect following ischemic stroke]. „Neurologia i neurochirurgia polska”. 5 (38), s. 381–8, wrzesień- październik 2004. PMID: 15565524.
- Jodzio K. Wybrane parametry prognostyczne zaburzeń językowych w afazji. Studia Psychologiczne, Vol 41(4), 2003. pp. 25-42.
- Jodzio K., Gasecki D., Drumm DA., Lass P., Nyka W. Neuroanatomical correlates of the post-stroke aphasias studied with cerebral blood flow SPECT scanning.. „Medical science monitor : international medical journal of experimental and clinical research”. 3 (9), s. MT32–41, marzec 2003. PMID: 12640350.
- Wieczorek D., Jodzio K. Propozycja kompleksowej diagnozy objawów pomijania stronnego u osób z uszkodzeniem mózgu. Studia Psychologiczne, Vol 40(4), 2002. pp. 151-168.
- Jodzio K., Lass P., Nyka W., Gasecki D., Bandurski T., Scheffler J. Cerebral blood flow SPECT imaging in right hemisphere-damaged patients with hemispatial neglect. A pilot study.. „Nuclear medicine review. Central & Eastern Europe : journal of Bulgarian, Czech, Macedonian, Polish, Romanian, Russian, Slovak, Yugoslav societies of nuclear medicine and Ukrainian Society of Radiology”. 1 (5), s. 49–51, 2002. PMID: 14600948.
- Jodzio K., Nyka W.M., Taraszkiewicz W. Zaburzenia czytania i pisania u osób z uszkodzeniem prawej półkuli mózgu. Przegląd Psychologiczny, Vol 44(4), 2001. pp. 509-525.
- Nyka W., Lass P., Jodzio K. Functional neuroimaging in language processing and aphasia.. „Nuclear medicine review. Central & Eastern Europe : journal of Bulgarian, Czech, Macedonian, Polish, Romanian, Russian, Slovak, Yugoslav societies of nuclear medicine and Ukrainian Society of Radiology”. 2 (3), s. 181–7, 2000. PMID: 14723222.
- Wieczorek D., Jodzio K., Radziwiłłowicz W. [Objective complaints and results of memory tests in depression and diffuse brain damage]. „Psychiatria polska”. 4 (30), s. 641–52, lipiec- sierpień 1996. PMID: 8975263.
- Jodzio K., Nyka W., Tomczak H. [Level of depression in outpatients with low back pain syndromes]. „Psychiatria polska”. 6 (29), s. 809–18, listopad- grudzień 1995. PMID: 8835164.
- Jodzio K. [Neuropsychological description of memory impairment following cortical and subcortical brain injuries]. „Psychiatria polska”. 4 (29), s. 491–501, lipiec- sierpień 1995. PMID: 7568522.
- Jodzio K. [Personality changes of neurotic patients as outcome of the treatment]. „Psychiatria polska”. 6 (27), s. 593–600, listopad- grudzień 1993. PMID: 8134493.